# F-Prot
F-PROT Antivirus — антивірусне програмне забезпечення розроблене ісландською компанією FRISK. Перша версія програми 3.11b вийшла 20 грудня 2001 року. 
F-PROT Antivirus забезпечує захист програми за допомогою сигнатурного знаходження та евристичних методів. Забезпечує захист від встановлення модулів ActiveX та перевіряє електронну пошту. 
Вартість підписки на 1 рік для 5-ти комп’ютерів коштує $29 (приблизно по $6 за один комп’ютер).